# Amaranthus adscendens
Amaranthus adscendens är en amarantväxtart som beskrevs av Jean Loiseleur-Deslongchamps. Amaranthus adscendens ingår i släktet amaranter, och familjen amarantväxter. Inga underarter finns listade i Catalogue of Life.